# Георгій IV Гурієлі
Георгій IV Гурієлі (груз. გიორგი გურიელი, ?— 1684) — князь Гурії (1669–1684), цар Імереті (1681–1683), син князя Кайхосро I Гурієлі (1625–1658).

## Життєпис
1681 року, після смерті царя Баграта Сліпого імеретинські вельможі посадили на царський престол в Кутаїсі князя Георгія Гурієлі.
Георгій відмовився жити зі своєю дружиною Дареджан, дочкою Баграта Сліпого, й одружився зі своєю тещею Тамарою. Тим часом царевич Олександр, син і спадкоємець Баграта V Сліпого, перебував у картлійського царя Георгія. Останній запропонував ахалциському паші Юсуфу посадити Олександра на царський трон в Імереті. 1682 Георгій XI відрядив царевича Олександра з подарунками до Ахалцихе. 1683 ахалциський паша з турецьким військом вступив до Імеретії й посадив Олександра IV на царство. Георгій Гурієлі втік з Кутаїсі до Гурії.
1684 року князь Георгій помер, залишивши двох синів. Після його смерті княжий трон в Гурії захопив його брат Малакія (1684–1685), усунувши від влади племінників.